# Crenita (patrício)
Crenita (em grego: Κρινίτης/Κρηνίτης; romaniz.: Krinítis/Krenítes) foi oficial bizantino do século X, ativo sob o imperador Constantino VII (r. 913–959).

## Vida

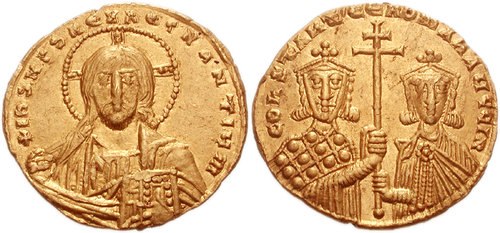
Soldo de r. e r.

Crenita foi citado na Vida de São Lucas. Segundo a narrativa, Crenita alegadamente viajou para Tebas quando assumiu a posição de estratego da Hélade em Lárissa e convidou Lucas, o Jovem para visitá-lo. Lucas foi a seu encontro, mas ao ser mal recebido, partiu e reclamou veemente da descortesia. Ao saber disso, lamentou seu comportamento e procurou-o para pedir-lhe perdão, o que recebeu. Ele seguiu Lucas de perto e apoiou-o com dinheiro e materiais à construção de uma igreja dedicada a Santa Bárbara. Quando Crenita quis voltar a Constantinopla ao fim de seu mandato, Lucas profetizou que não voltaria, pois estava destinado a governar no Ocidente. Em sua jornada de regresso, Crenita recebeu carta imperial que o nomeava estratego do Peloponeso.
Crenita talvez pode ser associado ao patrício mencionado no Sobre as Cerimônias em 949. Ele recebeu em nome do imperador uma quantia de ca. 16 quilos de ouro de Miguel para pagar (ao menos em parte) os mardaítas na força de 3 000 homens da campanha de Constantino Gongila contra o Emirado de Creta. Crenita já foi associado, embora seja improvável, com Crenita Arotra e com Crenita da Cáldia.